# Lac Upper Twin
Le lac Upper Twin (en anglais : Upper Twin Lake) est un lac américain dans le comté de Shasta, en Californie. Il est situé à 1 995 mètres d'altitude au sein de la Lassen Volcanic Wilderness, dans le parc national volcanique de Lassen.